# Telchinia peneleos
Telchinia peneleos is een vlinder uit de familie van de Nymphalidae. De wetenschappelijke naam van de soort is voor het eerst gepubliceerd in 1871 door Christopher Ward.

## Verspreiding
De soort komt voor in Guinee, Sierra Leone, Liberia, Ivoorkust, Ghana, Togo, Benin, Nigeria, Kameroen, Equatoriaal Guinea, Gabon, Congo-Brazzaville, Centraal Afrikaanse Republiek, Congo-Kinshasa, Ethiopië, Oeganda, Kenia, Tanzania, Angola en Zambia.

## Waardplanten
De rups leeft op diverse soorten van de brandnetelfamilie (Urticaceae) t.w. Scepocarpus cordifolius, Scepocarpus trinervis en soorten van het geslacht Fleurya.

## Ondersoorten
- Telchinia peneleos peneleos (Ward, 1871) (Guinee, Sierra Leone, Liberia, Ivoorkust, Ghana, Togo, Zuid-Benin, Nigeria, Kameroen, Equatoriaal Guinea (Bioko), Gabon, Congo-Brazzaville, Centraal Afrikaanse Republiek, Congo-Kinshasa, Oeganda, West-Kenia, West-Tanzania, Angola en Noordwest-Zambia)
  - = Acraea fenelos Staudinger, 1893
  - = Acraea pelasgia Grose-Smith, 1900
- Telchinia peneleos gelonica (Rothschild & Jordan, 1905) (Zuid-Ethiopië)
  - = Acraea peneleos gelonica Rothschild & Jordan, 1905